# The Lost Bus
The Lost Bus ist ein Filmdrama von Paul Greengrass. Der Film mit Matthew McConaughey und America Ferrera in den Hauptrollen basiert auf dem Buch Paradise: One Town’s Struggle to Survive an American Wildfire von Lizzie Johnson und soll im Laufe des Jahres 2025 in das Programm von Apple TV+ aufgenommen werden.

## Handlung
Bei einem Waldbrand im November 2018 muss der Busfahrer Kevin McKay gemeinsam mit der Lehrerin Mary Ludwig einen Schulbus voller Kinder in Sicherheit vor dem Feuer bringen.

## Produktion

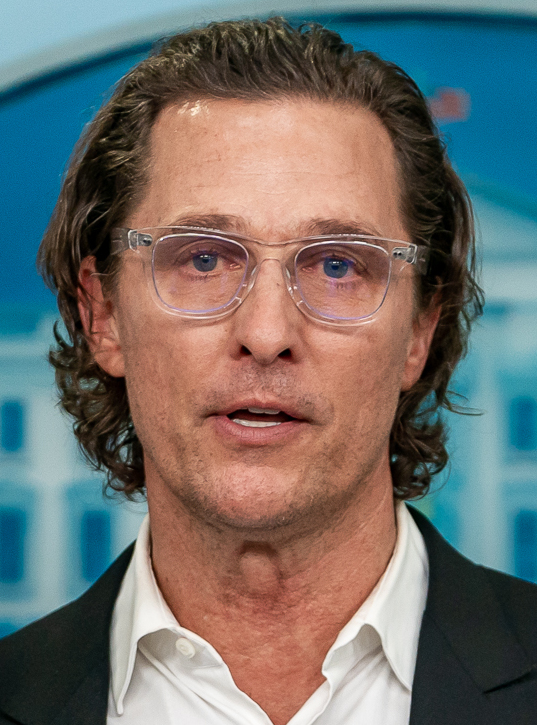
Matthew McConaughey spielt den Busfahrer Kevin McKay

Der Film basiert auf dem Buch Paradise: One Town’s Struggle to Survive an American Wildfire von Lizzie Johnson. Regie führte Paul Greengrass. Das auf dem Buch basierende Drehbuch schrieb Greengrass gemeinsam mit Brad Ingelsby.
Matthew McConaughey spielt den Busfahrer Kevin McKay und America Ferrera die Lehrerin Mary Ludwig. Eine weitere Hauptrolle wurde mit Yul Vazquez besetzt. Das Casting übernahm
Francine Maisler.
Als Kameramann fungierte Pål Ulvik Rokseth, mit dem Greengrass bereits für 22. Juli zusammenarbeitete und der zuletzt für Håndtering av udøde von Thea Hvistendahl und Elternabend von Halfdan Ullmann Tøndel tätig war.
Die Filmmusik komponiert James Newton Howard. Er ist bekannt für seine Arbeiten an The Sixth Sense, den Filmen der Die-Tribute-von-Panem-Reihe, der Phantastische-Tierwesen-Reihe und King Kong.
Der erste Trailer wurde Anfang Juni 2025 vorgestellt. Ab 6. September 2025 wird der Film beim Toronto International Film Festival gezeigt. Im September, Oktober 2025 wird er beim Zurich Film Festival vorgestellt. Im weiteren Verlauf des Jahres 2025 soll er in das Programm von Apple TV+ aufgenommen werden.

## Altersfreigabe
In den USA erhielt der Film  ein R-Rating, was einer Freigabe ab 17 Jahren entspricht.